# Vitaliano (general)
Vitaliano fue un militar bizantino nacido en Mesia, al norte de los Balcanes, específicamente en la región de los montes Haemus, y con probable ascendencia mixta tracia y bizantina. Siguió a su padre al ejército imperial; en el año 513 se había convertido en comandante de alto rango en Tracia. Ese año se rebeló contra el emperador Anastasio I, cuya severidad fiscal y adhesión al miafisismo eran muy impopulares y permitió a Vitaliano ganarse rápidamente grandes sectores del ejército y de la Tracia a su causa. Después de conseguir algunas victorias sobre los ejércitos leales a Anastasio, Vitaliano llegó a amenazar la capital Constantinopla y obligó al emperador a retractarse del miafisismo en el verano del año 515. Sin embargo, Anastasio no cumplió con algunos de los términos del acuerdo y Vitaliano marchó contra la capital solo para ser vencido decisivamente por el almirante anastasiano Marino.
Vitaliano huyó a su Tracia natal y se mantuvo oculto hasta la muerte de Anastasio en el año 518. Como promotor acérrimo de la ortodoxia calcedonia, fue perdonado por el nuevo emperador, Justino I, y participó en las negociaciones con el papa para terminar con el cisma acacio. Fue nombrado cónsul en el año 520 y asesinado poco después probablemente por orden del emperador Justiniano I, sobrino y heredero de Justino, quien veía en él a un potencial rival para el trono. Sus hijos también fueron generales del ejército bizantino.

## Orígenes y familia
Vitaliano nació en Zaldapa, Moesia Inferior. La madre de Vitaliano era hermana del patriarca Macedonio II. Puesto que las fuentes bizantinas lo llaman gótico o escita, esto apunta a un matrimonio mixto y a un probable origen en estos pueblos de su padre Patríciolo. Por otra parte, la afirmación de que era gótico se basa en una fuente siríaca y, en la actualidad, se considera dudosa. Del mismo modo, la etiqueta «escita» podría referirse a un habitante de Escitia Menor o a cualquier persona de la frontera noreste (con centro en el Mediterráneo) según el lenguaje clasicista habitual de los textos bizantinos. El término poseían un significado amplio carente de atributos étnicos, por lo que no es concluyente. Además, ninguno de los monjes escitas, con los que Vitaliano y su familia parece ser que estuvieron emparentados, expresaron alguna relación, por sangre o espíritu, con los godos arrianos que gobernaban contemporáneamente Italia. Así, es cuestionable un origen gótico para Vitaliano. Cualquiera que sea el origen de Patríciolo, su nombre era latino, mientras que los hijos de Vitaliano, los generales Buces y Cutces, tenían nombres tracios y Venilo un nombre gótico. Su sobrino Juan, más tarde también se convirtió en un general distinguido en las guerras contra los ostrogodos en Italia.
Según los cronistas de la época, Vitaliano era de estatura corta y tartamudeaba, pero su valentía personal y sus habilidades militares fueron ampliamente reconocidas.

## Revuelta contra AnastasioI
Vitaliano aparece mencionado por primera vez en el año 503 cuando acompañó a su padre en la guerra que el emperador Anastasio I emprendió contra los persas. Diez años después, era comes en Tracia, posiblemente comes foederati: general de los soldados extranjeros que servían en el ejército bizantino.
Con este puesto se rebeló contra Anastasio aprovechando el resentimiento general de las políticas militares, religiosas y sociales imperiales. El emperador se había adherido oficialmente al dogma miofisista, lo que enfureció al sector calcedónico, y adoptado estrictas medidas financieras. Esto permitió a Vitaliano ganarse rápidamente la lealtad de las tropas regulares estacionadas en Tracia, Mesia Segunda y Escitia Menor que estaban bajo el mando de Hipacio, sobrino de Anastasio y magister militum per Thracias. Los comandantes de Hipacio fueron asesinados o se unieron a la revuelta. Al mismo tiempo, haciéndose pasar por campeón de la ortodoxia calcedonia, Vitaliano pudo añadir el apoyo de la población local que acudió en masa para unirse a sus fuerzas. Según los historiadores bizantinos contemporáneos, reunió un ejército de entre cincuenta y sesenta mil hombres, tanto soldados como campesinos, y marchó contra Constantinopla, esperando quizá que los habitantes, mayoritariamente calcedonios, se uniesen a él. Así, la revuelta de Vitaliano pudo estar motivada por razones religiosas, algo deducido además por su demostrada voluntad de llegar a un acuerdo con Anastasio. Para contrarrestar la propaganda de Vitaliano, Anastasio ordenó que se colgaran cruces de bronce en los muros de la ciudad con su propia versión de los hechos y redujo los impuestos en las provincias de Asia y Bitinia para evitar que estas se unieran a la rebelión.